# Episodi di George della giungla (serie animata 2007)

## Prima stagione
| n° | Titolo originale               | Titolo italiano                       | Prima TV Canada   | Prima TV Italia |
| -- | ------------------------------ | ------------------------------------- | ----------------- | --------------- |
| 1  | Beetle Invasion                | L'invasione degli scarafaggi          | 29 giugno 2007    |                 |
| 1  | The Naked Ape Man              | Il re nudo                            | 29 giugno 2007    |                 |
| 2  | Aromageddon                    | Aromageddon                           | 3 luglio 2007     |                 |
| 2  | Found Temple of Gold           | George e il tempio dorato             | 3 luglio 2007     |                 |
| 3  | Conehead                       | Faccia da cono                        | 4 luglio 2007     |                 |
| 3  | Cousin Larry of the Jungle     | Il cugino Larry                       | 4 luglio 2007     |                 |
| 4  | License to Swing               | Patente di liana                      | 5 luglio 2007     |                 |
| 4  | My Own Private Hero            | Il mio eroe personale                 | 5 luglio 2007     |                 |
| 5  | Lucky Pants                    | Mutande portafortuna                  | 6 luglio 2007     |                 |
| 5  | Ape Ruth                       | Vinca il peggiore                     | 6 luglio 2007     |                 |
| 6  | Don't Thank Me                 | Non dirmi grazie!                     | 9 luglio 2007     |                 |
| 6  | For The Love of Sloth          | Per amor di bradipo                   | 9 luglio 2007     |                 |
| 7  | Bathroom of the Apes           | Il bagno maledetto                    | 10 luglio 2007    |                 |
| 7  | Beauty vs. Beasts              | I belli contro le bestie              | 10 luglio 2007    |                 |
| 8  | Star Power                     | Potere stellare                       | 11 luglio 2007    |                 |
| 8  | L'il Orphan Anteater           | Il piccolo mangia formiche            | 11 luglio 2007    |                 |
| 9  | The Vegemaster                 | Il re delle verdure                   | 12 luglio 2007    |                 |
| 9  | Eagle Tick                     | La zecca volante                      | 12 luglio 2007    |                 |
| 10 | The Snoring                    | La zanzarussa                         | 13 luglio 2007    |                 |
| 10 | George's Day Off               | La vacanza di George                  | 13 luglio 2007    |                 |
| 11 | FrankenGeorge                  | Frankengeorge                         | 16 luglio 2007    |                 |
| 11 | Afraid of Nothing              | Niente paura                          | 16 luglio 2007    |                 |
| 12 | Brother George                 | La grande battaglia finale            | 16 luglio 2007    |                 |
| 12 | Ape Mitzvah                    | Il sacro rito                         | 16 luglio 2007    |                 |
| 13 | Rebel Without a Claw           | Predatori senza artigli               | 25 luglio 2007    |                 |
| 13 | Stripy Pony                    | Il pony zebrato                       | 25 luglio 2007    |                 |
| 14 | Rainy Season                   | La stagione delle piogge              | 1º agosto 2007    |                 |
| 14 | Love In The Air                | Il tempo dell'amore                   | 1º agosto 2007    |                 |
| 15 | George Skips Breakfast         | Fame da leoni                         | 7 agosto 2007     |                 |
| 15 | Muscle Mania                   | Muscolomania                          | 7 agosto 2007     |                 |
| 16 | Selfish Shellfish              | La conchiglia egoista                 | 15 agosto 2007    |                 |
| 16 | Volcano Pageant                | Uno spettacolo esplosivo              | 15 agosto 2007    |                 |
| 17 | George Lays An Egg             | George fa un uovo                     | 22 agosto 2007    |                 |
| 17 | Ape Goes Ape                   | Ape e i bongo                         | 22 agosto 2007    |                 |
| 18 | Mantler, The Man With Antlers  | Cornoman, l'uomo con le corna         | 29 agosto 2007    |                 |
| 18 | Mount Georgemore               | Il monte Georgemore                   | 29 agosto 2007    |                 |
| 19 | George's Birthday Present      | Il regalo di compleanno               | 12 settembre 2007 |                 |
| 19 | Witching Stick                 | Il bastone dello stregone             | 12 settembre 2007 |                 |
| 20 | Trouble With Bananaquats       | I banano germogli                     | 19 settembre 2007 |                 |
| 20 | Spoiled King                   | Il re viziato                         | 19 settembre 2007 |                 |
| 21 | Extreme Lamebrains             | I demenziali                          | 26 settembre 2007 |                 |
| 21 | Still Got It                   | Ancora in forma                       | 26 settembre 2007 |                 |
| 22 | A Boy And His Elephant         | Il ragazzo e l'elefante               | 11 ottobre 2007   |                 |
| 22 | George's Security Stone        | La pietra portafortuna                | 11 ottobre 2007   |                 |
| 23 | Jungle Bells                   | Natale nella giungla                  | 7 novembre 2007   |                 |
| 23 | The Goat Of Christmas Presents | La capra di Natale                    | 7 novembre 2007   |                 |
| 24 | Second Banana                  | Il vice di George                     | 14 novembre 2007  |                 |
| 24 | One With Nature                | Tutt'uno con la natura                | 14 novembre 2007  |                 |
| 25 | Escape From Madmun Island      | Fuga dall'isola di Pazzuomo (Parte 1) | 11 gennaio 2008   |                 |
| 25 | Escape From Madmun Island      | Fuga dall'isola di Pazzuomo (Parte 2) | 11 gennaio 2008   |                 |
| 26 | Escape From Madmun Island      | Fuga dall'isola di Pazzuomo (Parte 3) | 11 gennaio 2008   |                 |
| 26 | Escape From Madmun Island      | Fuga dall'isola di Pazzuomo (Parte 4) | 11 gennaio 2008   |                 |

## Seconda stagione
| n° | Titolo originale              | Titolo italiano | Prima TV Canada   | Prima TV Italia |
| -- | ----------------------------- | --------------- | ----------------- | --------------- |
| 1  | Bringing Silverback           |                 | 10 settembre 2016 |                 |
| 1  | Of Botflies and Men           |                 | 10 settembre 2016 |                 |
| 2  | The Insider                   |                 | 17 settembre 2016 |                 |
| 2  | Clockwork George              |                 | 17 settembre 2016 |                 |
| 3  | True Bromance                 |                 | 24 settembre 2016 |                 |
| 3  | George x 4                    |                 | 24 settembre 2016 |                 |
| 4  | As Strong As He Can Tree      |                 | 1º ottobre 2016   |                 |
| 4  | George’s Song                 |                 | 1º ottobre 2016   |                 |
| 5  | Queen of the Desert           |                 | 8 ottobre 2016    |                 |
| 5  | Kings and Little Ones         |                 | 8 ottobre 2016    |                 |
| 6  | Renaissance Ape               |                 | 15 ottobre 2016   |                 |
| 6  | My Georging Jacket            |                 | 15 ottobre 2016   |                 |
| 7  | Bananium Deficiency           |                 | 22 ottobre 2016   |                 |
| 7  | I Gotta Beave Me              |                 | 22 ottobre 2016   |                 |
| 8  | Nature’s Call                 |                 | 29 ottobre 2016   |                 |
| 8  | Much Ado About Stuffing       |                 | 29 ottobre 2016   |                 |
| 9  | Steve of the Jungle           |                 | 5 novembre 2016   |                 |
| 9  | Guess What’s Coming to Dinner |                 | 5 novembre 2016   |                 |
| 10 | Meet Meat                     |                 | 12 novembre 2016  |                 |
| 10 | Body Politics                 |                 | 12 novembre 2016  |                 |
| 11 | Sour Milk                     |                 | 19 novembre 2016  |                 |
| 11 | Valley of the Magnolias       |                 | 19 novembre 2016  |                 |
| 12 | For Science                   |                 | 26 novembre 2016  |                 |
| 12 | Cute Is As Cute Does          |                 | 26 novembre 2016  |                 |
| 13 | Shadow of a Dolt              |                 | 3 dicembre 2016   |                 |
| 13 | Lovecano                      |                 | 3 dicembre 2016   |                 |
| 14 | Strange Daze                  |                 | 7 gennaio 2017    |                 |
| 14 | Lying Cloth                   |                 | 7 gennaio 2017    |                 |
| 15 | Mess of Kings                 |                 | 8 gennaio 2017    |                 |
| 15 | Rip van George                |                 | 8 gennaio 2017    |                 |
| 16 | Mama Chicago                  |                 | 14 gennaio 2017   |                 |
| 16 | Reversum Day                  |                 | 14 gennaio 2017   |                 |
| 17 | Swirl                         |                 | 15 gennaio 2017   |                 |
| 17 | Junior Jungle Achievers       |                 | 15 gennaio 2017   |                 |
| 18 | Wet Behind the Ears           |                 | 21 gennaio 2017   |                 |
| 18 | Georgus Ex Machina            |                 | 21 gennaio 2017   |                 |
| 19 | Breaking Ape                  |                 | 28 gennaio 2017   |                 |
| 19 | Sidekick Chicago              |                 | 28 gennaio 2017   |                 |
| 20 | The Ursula Solution           |                 | 29 gennaio 2017   |                 |
| 20 | George Lays an Egg            |                 | 29 gennaio 2017   |                 |
| 21 | Excalibanana                  |                 | 22 gennaio 2017   |                 |
| 21 | The Flavour of Science        |                 | 22 gennaio 2017   |                 |
| 22 | The George Who Would Be King  |                 | 4 febbraio 2017   |                 |
| 22 | The Peel of Fate              |                 | 4 febbraio 2017   |                 |
| 23 | Were-George                   |                 | 5 febbraio 2017   |                 |
| 23 | Master of Macho               |                 | 5 febbraio 2017   |                 |
| 24 | Trial by Jungle               |                 | 11 febbraio 2017  |                 |
| 24 | Slothpocalypto                |                 | 11 febbraio 2017  |                 |
| 25 | Beave Us Alone                |                 | 12 febbraio 2017  |                 |
| 25 | Original Jungle Kings         |                 | 12 febbraio 2017  |                 |
| 26 | The Last Treehugger           |                 | 18 febbraio 2017  |                 |
| 26 | Heart of Gold                 |                 | 18 febbraio 2017  |                 |